# George Michelakis
George Michelakis (ur. 21 sierpnia 1972) – południowoafrykański szachista, do 1992 r. reprezentant Australii, mistrz międzynarodowy od 1995 roku.

## Kariera szachowa
W 1991 r. zajął III m. w mistrzostwach stanu Nowa Południowa Walia. Pod koniec 1992 r. odniósł największy sukces w karierze, zdobywając w Buenos Aires brązowy medal mistrzostw świata juniorów do 20 lat. W 1993 r. wystąpił na I szachownicy Republiki Południowej Afryki podczas drużynowych mistrzostwach Afryki, natomiast w latach 1996 i 2004 dwukrotnie reprezentował narodowe barwy na szachowych olimpiadach.
Najwyższy ranking w dotychczasowej karierze osiągnął 1 lipca 2004 r., z wynikiem 2438 punktów zajmował wówczas 1. miejsce wśród południowoafrykańskich szachistów.